# Alloplasta pilosa
Alloplasta pilosa là một loài tò vò trong họ Ichneumonidae.